# Biserica romano-catolică Sfântul Nicolae din Bacău
Biserica romano-catolică Sfântul Nicolae este cel mai vechi lăcaș de cult catolic păstrat la Bacău, după distrugerea vechii catedrale a Episcopiei de Bacău în timpul inundațiilor din anul 1676. Actuala biserică a fost construită între 1845 și 1861 pe strada Buna-Vestire, fiind numită atunci de localnici „Bărăția”. La construcția ei a contribuit și Franz Joseph al Austriei cu 1 000 de florini. Biserica a fost consacrată în 6 decembrie 1846.
Lăcașul se află pe actuala stradă Ana Ipătescu, nr. 2A din Bacău.

## Liturghii în limba maghiară
În această biserică a fost oficiată în data de 27 ianuarie 2019 prima slujbă în limba maghiară pentru ceangăii maghiarofoni de la înființarea Episcopiei Romano-Catolice de Iași, în 1884. Slujba a fost oficiată de preotul pensionar Ioan Ciobanu care în trecut a servit la Beiuș. Presa maghiară din Ungaria a prezentat evenimentul cu caracter de surprindere. Credincioșii de limbă maghiară au posibilitatea ca în fiecare ultimă duminică din lună să se spovedească și să participe la euharistii oficiate în limba lor.
În contextul pandemiei de COVID-19 în România, liturghia în maghiară nu a putut fi organizată în iunie 2020 cu toate că autoritățile au permis ceremoniile în biserici în 15 iunie, motivarea episcopiei fiind biserica neîncăpătoare, deși slujbele în limba română erau ținute.